# Hysteria (2025)
Hysteria ist ein Spielfilm unter der Regie von Mehmet Akif Büyükatalay. Der Film thematisiert Dreharbeiten über den Brandanschlag von Solingen 1993. Am Set des fiktionalen Drehs wird ein Koran verbrannt, was heftige Kritik nach sich zieht. Hysteria feierte 2025 seine Weltpremiere in der Panorama-Sektion der 75. Internationalen Filmfestspiele Berlin.

## Handlung
Am Filmset, das sich mit dem Brandanschlag von Solingen befasst, wird eine Wohnung in Brand gesetzt. Als einige Komparsen, die in einem Flüchtlingsheim leben, herausfinden, dass dabei ein echter Koran verbrannt wurde, kommt es zu heftigen Diskussionen. Elif, die zweite Regieassistentin, fährt die Komparsen zurück in ihre Unterkunft und isst dort mit ihnen zu Abend. Während des gemeinsamen Essens drehen sich die Gespräche um die Koranverbrennung. Elif zeigt jedoch wenig Verständnis für die Kritik und verteidigt sowohl Yiğit, den Regisseur, als auch dessen künstlerische Entscheidung im Drehbuch. Im Anschluss fährt Elif zur Wohnung von Yiğit und seiner Partnerin Lilith, die ebenfalls am Film mitwirkt, um dort während der Dreharbeiten zu übernachten. Beide sind für ein paar Tage abwesend. Dort angekommen, bemerkt sie, dass sie die ihr anvertrauten Schlüssel für die Wohnung verloren hat. Es ist nachts, und sie ruft einen Schlüsseldienst, um in die Wohnung zu gelangen. In der Wohnung verstaut sie die Filmrollen in einem Sekretär.
Am nächsten Tag hängt Elif im Umfeld der Wohnung Zettel aus, auf denen sie nach dem verlorenen Schlüssel sucht. Sie verschweigt Yiğit und Lilith den Verlust der Schlüssel. Wenig später erhält sie eine Nachricht von einer unbekannten Person, die behauptet, den Schlüssel gefunden zu haben. Diese Person bietet an, den Schlüssel vorbeizubringen, verlangt jedoch die Adresse. Elif fühlt sich unwohl und schlägt stattdessen vor, die Schlüssel selbst abzuholen. Die unbekannte Person ignoriert dies und besteht weiterhin darauf, die Adresse zu erhalten. Schließlich gibt Elif die Adresse der Wohnung an. Danach bricht der Kontakt zu der Person abrupt ab. Elif wird zunehmend nervöser. In ihrer Panik ruft sie Said an, einen der Komparsen, um nicht allein zu sein. Yiğit und Lilith kommen früher als gedacht zurück, und plötzlich sind die Filmrollen nicht mehr auffindbar. Die Polizei wird eingeschaltet, und die Verdächtigungen unter allen Mitwirkenden erzeugen eine Atmosphäre des Misstrauens, die immer weiter eskaliert.

## Produktion und Hintergründe
Mehmet Akif Büyükatalay nutzt Hysteria, um die mediale Repräsentation und Darstellung von Muslimen im Film zur Geltung zu bringen. Bereits in seinem Debütfilm Oray thematisierte er die Perspektive auf das muslimische Leben in Deutschland. Gleichzeitig hinterfragt er die bestehenden gesellschaftlichen Machtstrukturen: „Es ist eine Annäherung an die Frage der Repräsentation in politisch und emotional aufgeladenen Diskursräumen und in Zeiten tiefgreifender Diskussionen um Postkolonialismus, Rassismus und muslimischen Antisemitismus.“
Hysteria wurde von Regisseur Mehmet Akif Büyükatalay zusammen mit dem Produzenten Claus Herzog Reichel von der Kölner Produktionsfirma Filmfaust produziert. Der Verleih Pluto Film präsentierte den Film 2025 im Rahmen der Berlinale.
Während der Dreharbeiten zu Hysteria wurde kein Koran verbrannt.

## Auszeichnung
- 2025: Europa Cinemas Label Award for Best European Film[2]